# Eluru
Eluru (en télougou : ఏలూరు), Ellore en français, est une ville indienne chef-lieu du district d'Eluru (autrefois dans le district du Godavari occidental), située dans l’État de l'Andhra Pradesh, au sud-est du pays. En 2011, sa population était de 217 876 habitants. La ville est réputée pour être un centre tapissier ancien, où une communauté de tisserands d'origine persane y produit des tapis remarquables depuis le XVIIe siècle,. Elle forme avec Masulipatan et Warangal l'un des trois pôles historiques de production des tapis indo-persans du Deccan.